# Eugenius Auwerkerken
Eugenius Auwerkerken (Amberes, 10 de diciembre de 1885 - Amberes, 1 de mayo de 1981) fue un gimnasta artístico belga, subcampeón olímpico en 1920 en el concurso por equipos "sistema europeo".

## Carrera deportiva
En las Olimpiadas celebradas en Amberes (Bélgica) en 1920 consigue la plata en el concurso por equipos "sistema europeo", tras los italianos (oro) y por delante de los franceses (bronce), siendo sus compañeros de equipo los gimnastas: Théophile Bauer, François Claessens, Augustus Cootmans, Frans Gibens, Albert Haepers, Domien Jacob, Félicien Kempeneers, Jules Labéeu, Hubert Lafortune, Auguste Landrieu, Charles Lannie, Constant Loriot, Nicolaas Moerloos, Ferdinand Minnaer, Louis Stoop, Jean Van Guysse, Alphonse Van Mele, François Verboven, Jean Verboven, Julien Verdonck, Joseph Verstraeten, Georges Vivex y Julianus Wagemans. 